# Ивелина Гецова
Ивелина Хараламбиева Гецова е български политик, кмет на община Лясковец (1999 – 2003, 2007 – 2011, 2011 – 2023).

## Биография
Ивелина Гецова е родена на 24 септември 1968 година в град Лясковец, България. Завършва Езикова гимназия във Велико Търново. Висшия медицински институт в Плевен и специалност „Здравен мениджмънт“ в Стопанската академия „Д.А.Ценов“ в Свищов.

### Политическа кариера
От 1999 до 2003 година е кметица на Лясковец от СДС. От 2003 до 2007 година е общински съветник. През 2011 година е избрана за кмет на Лясковец от листата на ГЕРБ – ДСБ – Български социалдемократи.

#### Избори
На местните избори през 2011 година е избрана за кмет от листата на ГЕРБ. Печели на първи тур с 52,86 %, втори след нея е Христо Милев от коалиция „Земеделски съюз „Александър Стамболийски“, ВМРО – БНД, НДСВ“ с 18,46 %.